# Арчер, Джеймс (художник)
Дже́ймс А́рчер (англ. James Archer; 1823 — 3 сентября 1904) — британский художник-портретист, пейзажист и живописец исторических сцен. Член Королевской шотландской академии (англ. Royal Scottish Academy).
Один из четырех детей Эндрю Арчера и его жены Энн Каннингем. Его сестрой была Георгина Арчер, которая основала лицей для женщин в Германии. Был учеником Сэра Вильяма Аллана и Томаса Дункана. 
В 1840 году поступил в Королевскую шотландскую академию, где он впервые выставлялся в 1842 году.

## Галерея

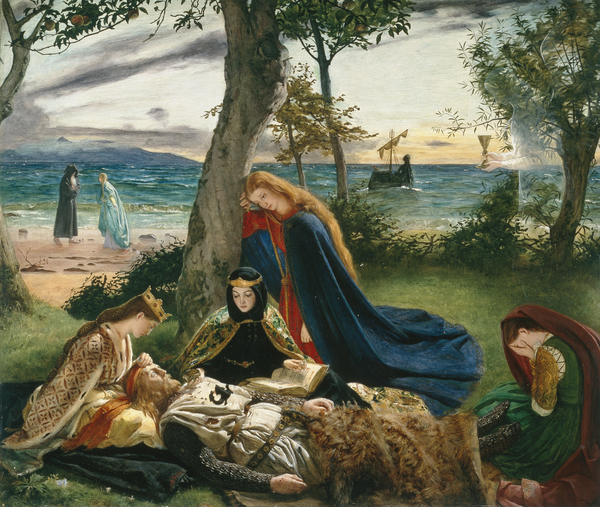
«Смерть короля Артура» («The Death of King Arthur»), художник Арчер, Джеймс, 1860
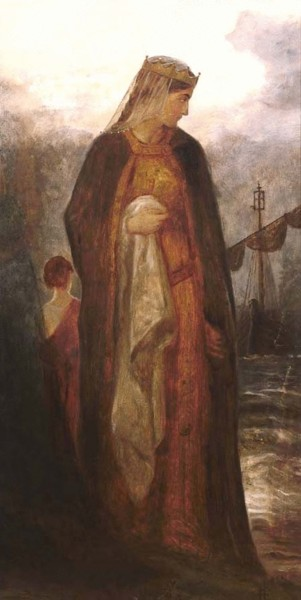
«Королева Гвиневра»  («Queen Guinevere), художник Арчер, Джеймс, 1860
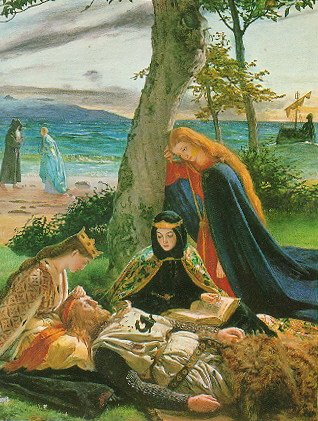
«Смерть короля Артура» («The Death of King Arthur»), художник Арчер, Джеймс, 1860